# Митинг в Грозном (1973)
Митинг в Грозном — трёхдневный митинг на центральной площади Грозного 16—18 января 1973 года. Митинг был организован ингушами, живущими в Пригородном районе Северо-Осетинской АССР, с требованиями прекращения дискриминации народа. Митингующие принесли с собой портреты Ленина и Брежнева, лозунги с цитатами классиков марксизма-ленинизма об интернационализме и дружбе народов. По ходу митинга к нему присоединились чеченцы и представители других народов, живущих в Чечено-Ингушетии, поддержавшие требования ингушей. Численность участников доходила до 15 тысяч человек.
Через три дня бо́льшую часть участников обманным путём удалось увести с площади. Оставшиеся были рассеяны с помощью дубинок и брандспойтов. В дальнейшем было арестовано около тысячи человек из числа организаторов и активных участников. Многие из них были осуждены по различным статьям. Остальных участников исключали из партии, увольняли с работы, дискредитировали в местной печати. После январских событий положение ингушей несколько улучшилось, но сама проблема Пригородного района, которая и послужила причиной выступления, до сих пор так и не решена.

## Предыстория

### Депортация
23 февраля 1944 года началась депортация чеченцев и ингушей. 22 марта 1944 года, Указом Президиума Верховного Совета СССР, после упразднения 7 марта Чечено-Ингушской АССР, на бывшей её территории была создана Грозненская область. Территорию области составила большая часть бывшей Чечено-Ингушской АССР. При расформировании ЧИАССР в состав Дагестанской АССР были переданы Веденский, Ножай-Юртовский, Саясановский, Чеберлоевский, Курчалоевский, Шароевский, восточная часть Гудермесского района Указом Президиума Верховного Совета СССР. В составе Дагестанской АССР они были переименованы: Ножай-Юртовский — в Андалалский, Саясановский — в Ритлябский, Курчалоевский — в Шурагатский. Одновременно были ликвидированы Чеберлоевский и Шароевский районы, с передачей их территорий в состав Ботлихского и Цумадинского районов Дагестанской АССР.
Город Малгобек, Ачалукский, Назрановский, Пседахский и Пригородный районы бывшей ЧИАССР были переданы Северо-Осетинской АССР. Итум-Калинский район, вошедший в состав Грузинской ССР, был ликвидирован Указом Президиума Верховного Совета СССР, а его территория включена в Ахалхевский район.
В состав области были также включены ранее входившие в Ставропольский край Наурский район с преимущественно казачьим населением, город Кизляр, Кизлярский, Ачикулакский, Караногайский, Каясулинский и Шелковской районы бывшего Кизлярского округа.

### Восстановление автономии
9 января 1957 года Президиум Верховного Совета СССР издал Указ «О восстановлении Чечено-Ингушской АССР в составе РСФСР». Однако территория восстановленной республики претерпела сильные изменения. Первоначально планировалось отселить из чеченских и ингушских селений лишь несколько десятков тысяч дагестанцев, осетин и грузин из общего количества 70-80 тысяч человек. Русские же переселенцы должны были остаться на месте. По этой причине с учётом возвратившихся чеченцев и ингушей население республики должно было возрасти до 1 млн человек. Под тем предлогом, что оставаясь в прежних границах республика не сможет обеспечить своё поголовье скота кормами, было решено сохранить в составе республики Каргалинский, Шелковской и Наурский районы. Реальной причиной этого решения было стремление сохранить численное преобладание русского населения над горским. Кроме того, терские районы были экономически связаны с Грозным.
Площадь терских районов составляла 27 % общей территории восстановленной республики (5000 км² из 19 300). Однако прирост произошёл за счёт полупустынь Бурунной степи, где пригодной для земледелия была только узкая полоска земли вдоль Терека (примерно 1000 км²). Из прежних земель республики в пользу Северо-Осетинской АССР было изъято 1600 км² чернозёмных территорий Пригородного района.
Территория Северной Осетии выросла за счёт земель депортированных народов вдвое. Однако руководство Северной Осетии сумело добиться передачи не только Пригородного района (что обосновывалось его хозяйственной «привязанностью» к Орджоникидзе), но и части территории Назрановского и Малгобекского районов Чечено-Ингушетии (что оправдывалось необходимостью прямого сообщения между основной территорией Северной Осетии и переданным ей из состава Ставропольского края Моздокским районом).
В составе воссозданной республики было организовано 17 районов, при том, что до депортации их было 24. Сокращение числа районов произошло за счёт укрупнения сельских районов. Например, в состав нового Советского района вошли прежние Шатойский, Чеберлоевский, Шаройский, Итум-Калинский районы.

## Ход событий

### Накануне митинга
В апреле 1972 года группа из 27 ингушских коммунистов написала 75-страничное письмо в ЦК КПСС:
В 1957 году автономия ингушского народа была восстановлена с большим ущемлением территории: густонаселенный Пригородный район и часть Малгобекского района оставили в составе Осетии без ведома и согласия ингушей. Вместе с Пригородным районом Северной Осетии переданы все промышленные предприятия и сорок населённых пунктов, являющихся древними поселениями ингушей… В перечисленных селениях и хуторах проживало около половины ингушского населения. Однако Пригородный район для ингушского народа — это нечто большее, чем географическая местность или населённые пункты. Пригородный район — это исконная земля ингушей, каждая пядь которой обильно полита их кровью и потом, и даже само слово «ингуш» происходит от названия селения Ангушт, расположенного в этом районе. Пригородный район — это центр экономической и культурной жизни ингушей, это колыбель революции на Северном Кавказе, в которой ингуши сыграли решающую роль. А сегодня Пригородный район — это трепещущее сердце, вынутое из груди живого организма, ибо, подобно тому, как нельзя изъять из живого организма сердце, не умерщвляя его, так невозможно было Пригородный район отторгнуть от Ингушетии, не разрывая её на безжизненные части — горную и плоскостную. Это явление — откровенный геноцид, враждебный и несовместный с советской политикой, позорящий её.
В письме перечислялись многочисленные факты дискриминации ингушей в Северной Осетии. В частности, ингушей, проживающих не в Орджоникидзе, не принимали на работу на предприятия города. В то же время, представителей неингушского населения возили на работу из отдалённых аулов. В школах не преподавали ингушский язык. Ингушским сёлам были присвоены осетинские названия. Директор одной из школ, осетин, собрал 80 ингушских детей якобы для отправки в пионерский лагерь. На деле эти дети были помещены в школу-интернат для умственно отсталых детей. Лишь через год родителям удалось вернуть детей в семьи. На ингушей налагались ограничения в выборе места жительства, им отказывали в праве на строительство или куплю домов и т. д..
Авторы письма подчёркивали, что требуют не изменения статуса Пригородного района, а всего лишь равных с остальными жителями Северной Осетии прав. Эти требования были поддержаны ингушами, живущими на территории Чечено-Ингушетии. В ноябре 1972 года письмо аналогичного содержания подписали 5 тысяч ингушей.
Движение ингушей за свои права началось почти сразу же после восстановления Чечено-Ингушетии. Но власть всё это время подавляла любое проявление недовольства, используя для этого и административное, и уголовное преследование возмутителей спокойствия. В 1963 году ингушские поэты, писатели и общественные деятели Али Хашагульгов и Исса Кодзоев были осуждены на закрытом судебном заседании на четыре года заключения за антисоветскую агитацию и пропаганду как «особо опасные государственные преступники».
В 1972 году секретарь партийной организации Назрановской трикотажной фабрики Айна Мартазанова на заседании партийного актива, в присутствии некоторых руководителей Чечено-Ингушетии сказала:
На день выселения ингуши имели 120 тысяч га пахотной земли… Пригородный район остался в составе Северной Осетии, и потому жить там ингуши не имеют права… А Пригородный район — это 65 тысяч га пахотной земли, и всех жителей этого района Назрановский район вместить, как выяснилось, не смог. Обосновавшись, где кто мог (частично в Назрановском районе, частично в Пригородном районе), бывшие жители Пригородного района начали обращаться в советско-партийные органы с просьбой разрешить им жить в своих селах. Они не могли понять, какая разница между ними и жителями Назрановского района, которые могут жить в своих селах. Руководство Северной Осетии от них отмахивалось — у нас не прописаны, не наши люди; руководство Чечено-Ингушской АССР тоже отмахивалось — не у нас живут, не наши люди. На выборах из года в год при голосовании они числятся в графе «голосовавшие проездом». В настоящее время в Пригородном районе проживают 25 тысяч жителей-ингушей. Из них прописано 10 тысяч жителей, остальные прописаны в Назрановском районе у родственников и знакомых, а то и вовсе живут без прописки… Пенсионеры, многодетные матери вынуждены ездить ежемесячно из Пригородного района в Назрановский… До сих пор в Казахстане находятся 40 тысяч ингушей, они не возвращаются на Кавказ, потому что здесь сложилась такая обстановка. В основном это бывшие жители Пригородного района… купля-продажа земельного участка и дома в Пригородном районе невозможна ингушу, тогда как человек любой другой национальности не встречает в этом препятствий.
За это выступление Мартазанова была уволена с работы, исключена из партии, с ней проводились «профилактические беседы», с ней развёлся муж, от неё отказывались друзья и родственники. В результате она стала инвалидом.
В декабре 1972 года несколько ингушских коммунистов, которых возглавлял Джабраил Картоев, написала письмо в ЦК КПСС, теперь на 80 страницах, в котором поднимала вопросы защиты прав ингушей. На пути в Москву эту группу сняли с поезда и арестовали без санкции прокурора, требуя отказаться от поездки. Тем не менее, инициативной группе удалось добраться до столицы. В Москве их встретил помощник секретаря ЦК КПСС Евгений Разумов, который заявил ходокам, что их требования расходятся с линией партии.
За несколько месяцев до митинга руководителей ингушского движения стали «прорабатывать» во властных и правоохранительных органах с требованиями дать подписку об отказе от продолжения борьбы.

### Митинг
Спецслужбы стали распространять слухи о приезде в Грозный члена Политбюро М. А. Суслова якобы для обсуждения ингушской проблемы. О предстоящем митинге также было проинформировано местное руководство. Власть надеялась спровоцировать конфликт, чтобы затем квалифицировать митинг как экстремистский и националистический.
16 января 1973 года, в 27-градусный мороз, ингуши пришли на центральную площадь Грозного. На митинге присутствовало 15 тысяч человек (в стенограмме собрания партактива Чечено-ингушской областной парторганизации назывались цифры от двух до шести тысяч). Митингующие принесли с собой портреты Ленина, Брежнева, Асланбека Шерипова, Гапура Ахриева, лозунги с цитатам классиков марксизма-ленинизма об интернационализме и дружбе народов. Выступающие не высказывали никаких антисоветский мыслей. Подстрекательские выступления тут же пресекались остальными участниками. Таких выступающих стаскивали с трибуны. Для предотвращения эксцессов митингующие организовали охрану общественного порядка. За время митинга не было зарегистрировано ни одного случая противозаконных действий.
По ночам люди грелись у костров, ожидая, когда партийные функционеры во главе с первым секретарём Чечено-Ингушского обкома КПСС С. С. Апряткиным, выйдут к народу. К митингу присоединились тысячи чеченцев и представителей других национальностей. Чеченцы, выступавшие на митинге, упрекали ингушей, что их не предупредили о митинге. Свою поддержку участникам выразили представители других народов Чечено-Ингушетии. Местные жители кормили участников и поили их чаем. Некоторые чеченцы разрушали собственные хозяйственные постройки, чтобы обеспечить митингующих дровами, и резали свой скот, чтобы их накормить.
Тем временем в город стягивались войска и милиция. Митинг был со всех сторон оцеплен силовиками. Была прервана телефонная и телеграфная связь с остальным миром. На балконах и крышах зданий вокруг площади были установлены репродукторы, через которые передавались требования силовиков немедленно разойтись. Громкость была такой, что стоявшие на площади не слышали друг друга. Несколько молодых людей из числа митингующих сбросили репродукторы на землю и митинг продолжился.
Поначалу никто из членов руководства республики не вышел к людям. В Грозный прибыла правительственная делегация во главе с членом Политбюро М. С. Соломенцевым. К митингу подогнали автобусы. Участникам предложили разъехаться по домам и обещали не преследовать за участие в митинге. Когда стало ясно, что собравшиеся не хотят расходиться, партийное руководство республики стало угрожать преследованиями за нарушение закона.
Когда эти меры не сработали, среди митингующих появились молодые люди, которые вели себя вызывающе и провоцировали конфликт. Однако собравшиеся их быстро скрутили и удалили с митинга. Тогда республиканское руководство обратилось за помощью к авторитетным среди населения людям — Ахмеду Газдиеву, Султану Плиеву, Джабраилу Картоеву, Идрису Базоркину. Зная о возможных последствиях, последние попросили народ разойтись. Но и этот призыв не нашёл поддержки собравшихся.
На третий день митинга было объявлено, что из Москвы едет комиссия в места проживания ингушей и нужно быть на местах своего проживания, чтобы высказать свои пожелания членам комиссии. Люди разъехались на поданных автобусах и такси. Оставшихся на площади разгоняли дубинками и водой из брандспойтов. Задержанных участников вывозили на грузовиках за город и высаживали в чистом поле. В городе было введено военное положение. После разгона митинга власть стала распространять слухи о националистическом характере митинга.

### Последующие события
На предприятиях Чечено-Ингушетии была проведена серия собраний, организованных властью с целью дискредитации участников митинга и сочувствующих. Началось административное и уголовное преследование организаторов и активных участников выступления, которые были названы «отщепенцами, стяжателями, спекулянтами, махровыми националистами, антисоветчиками» и т. д. Было арестовано около тысячи человек. В местной прессе публиковались покаянные письма ингушей. Шло формирование образа народа-предателя. В общественное сознание внедрялась идея ингушской коллаборации и депортации как вынужденной меры властей. Участников митинга увольняли с работы, исключали из партии и комсомола, отчисляли из вузов.
Стали высказывать утверждения о преждевременности реабилитации ингушей. М. С. Соломенцев высказал утверждение, которое затем повторил один из членов республиканского руководства, впоследствии Председатель Президиума Верховного совета Чечено-Ингушетии, Х. Х. Боков, о том, что ингуши и чеченцы не реабилитированы, а только помилованы авансом, в надежде на их хорошее поведение. Рустему Гойгову, заведующему отделом строительства республиканского обкома, который попытался напомнить о решениях XX съезда КПСС, не дали договорить и через месяц сняли с работы. В местные организации была спущена негласная директива обкома ингушей по карьерной лестнице не продвигать и в загранкомандировки не направлять.
Для подведения идеологической базы под свою позицию обкомом в июне 1973 года была проведена научно-практическая конференция, посвященная участию ингушей в Великой Отечественной войне. Выступивший с официальным докладом представитель обкома утверждал, что ингуши почти поголовно были коллаборационистами и дезертирами и власть вынуждена была их выслать. Некоторым представителям старшего поколения ингушской интеллигенции стало плохо. Несколько лидеров выступления, ранее исключённые из КПСС, покаялись в своих «ошибках» и им вернули партбилеты.
Была учинена жёсткая расправа над нераскаяшимися участниками. Участник Великой Отечественной войны, подполковник разведки, награждённый многими орденами и медалями, один из лидеров митинга Джабраил Картоев был лишён свободы «за спекуляцию валютой». Преподавательнице Чечено-Ингушского государственного университета, кандидату филологических наук Хадижат Нальгиевой-Точиевой было предложено написать раскаяние. С целью публичной расправы над ней в университете было организовано собрание, на котором председательствовал Х. Х. Боков, который предложил сверх увольнения лишить Нальгиеву учёного звания. В конечном итоге она была уволена «за антиобщественное поведение».
После событий 1973 года положение ингушей в Пригородном районе несколько улучшилось. Ингушский язык появился в школах, в район начала поступать литература на ингушском языке, на радио и телевидении начались передачи на ингушском языке, впервые ингуши появились среди депутатов Орджоникидзевского горисполкома и Пригородного райисполкома.
Но сама проблема Пригородного района так и не была решена. На этой почве в 1979 году в Северной Осетии прошли ингушские погромы, масштаб которых был ограничен лишь своевременным вмешательством КГБ. В 1984—1986 годах было зарегистрировано более ста конфликтов на почве межнациональной розни. В октябре 1981 года произошли массовые беспорядки в Орджоникидзе. В октябре 1992 года начался вооружённый конфликт, в результате которого погибло более 600 человек.